# 多丝叉丝壳
多丝叉丝壳（学名：Microsphaera multappendicis）是属于白粉菌目白粉菌科叉丝壳属的一种真菌，寄生在黄芦木上。该种分布于中国。